# Maricruz Olivier
Maricruz Olivier (Tehuacán, Puebla, 19. rujna 1935. – Ciudad de México, 10. listopada 1984.) bila je meksička glumica, čija je vjerojatno najpoznatija uloga ona Glorije iz filma Tres mujeres en la hoguera redatelja Abela Salazara. Smatrana je veoma lijepom ženom.
Ova je glumica rođena kao María de la Cruz Olivier Obergh u Tehuacánu. Studirala je u glavnom gradu Meksika, gdje je i umrla.
Maricruzini su roditelji bili Mercedes Shirley Obergh i Jesús Erick Olivier Miranda; preko oca je bila francuskog podrijetla.
Pojavila se u mnogim meksičkim filmovima i telenovelama. U kontroverznom filmu Tres mujeres en la hoguera tumačila je lik jedne lezbijke, zajedno s Maritzom Olivares.

## Filmografija

### Filmovi
- La niña de los hoyitos (1984)
- Tres mujeres en la hoguera (1979) – Gloria
- Pobre niño rico (1974)
- El deseo en otoño (1972) – Elena
- Trampa para una niña (1971)
- El oficio más antiguo del mundo (1970) – Libertad
- Matrimonio y sexo (1970)
- Claudia y el deseo (1970) – Claudia
- Tres noches de locura (1970) –
- Ha entrado una mujer (1970) – Elena
- Crónica de un cobarde (1970)
- Estafa de amor (1970) – Mariana
- El caballo bayo (1969) – Isabel
- Las pecadoras (1968) – Betty
- Hasta el viento tiene miedo (1968) – Lucía
- Cómo pescar marido (1967) – Gloria
- Un dorado de Pancho Villa (1967) – Amalia Espinosa
- Adiós cuñado (1967)
- La muerte es puntual (1967)
- Las amiguitas de los ricos (1967) – Lía
- El derecho de nacer (1966) – Isabel Cristina
- La vida de Pedro Infante (1966) – María Luisa León
- Despedida de soltera (1966) – Teresa
- He matado a un hombre (1964) .... Carmen
- Los novios de mis hijas (1964) .... Lupe
- Sol en llamas (1962) .... Isabel
- Teresa (1961) .... Teresa Martínez
- Chicas casaderas (1961) .... Marcela
- Los laureles (1961)
- Quinceañera (1960) .... María Antonia
- La sombra en defensa de la juventud  (1960)
- El joven del carrito (1959)
- Angelitos del trapecio (1959) .... Tina
- Tres desgraciados con suerte (1958)
- Los mujeriegos (1958) – Rosario
- Esposa te doy (1957) – Amelia
- Cada hijo una cruz (1957) – Amalia
- Pura vida (1956) – Esperanza
- El asesino X (1955)
- Si volvieras a mí (1954) – Eva
- El gran autor (1954) – Aurora
- Orquídeas para mi esposa (1954)
- La extraña pasajera (1953) – Carmela
- Esos de Pénjamo (1953)

### Serije
- En busca del paraíso (1982) – Patricia
- Viviana (1978) – Gloria
- Donde termina el camino (1978) – Margarita
- Barata de primavera (1975) – Marcela Grey
- Los que ayudan a Dios (1973) – Julia del Valle
- La sonrisa del diablo (1970) – Deborah
- Las abuelas (1965)
- Juan José (1964)
- El dolor de vivir (1964)
- Eugenia (1963) – Eugenia